# Liste der Monuments historiques in Cannectancourt
Die Liste der Monuments historiques in Cannectancourt führt die Monuments historiques in der französischen Gemeinde Cannectancourt auf.

## Liste der Objekte
| Bezeichnung                      | Beschreibung                                                     | Standort                                | Kennzeichnung | Schutzstatus | Datum | Bild |
| -------------------------------- | ---------------------------------------------------------------- | --------------------------------------- | ------------- | ------------ | ----- | ---- |
| Taufbecken                       | Kalkstein, Mitte des 13. Jahrhunderts                            | in der Kirche Notre-Dame de la Nativité | PM60000440    | Classé       | 1913  |      |
| Skulptur eines heiligen Bischofs | Stein, zweite Hälfte des 13. Jahrhunderts                        | in der Kirche Notre-Dame de la Nativité | PM60000441    | Classé       | 1913  |      |
| Skulptur Madonna und Kind        | Eichenholz, polychrom gefasst, erste Hälfte des 16. Jahrhunderts | in der Kirche Notre-Dame de la Nativité | PM60000442    | Classé       | 1925  |      |